# Pompe calcium
Pour les articles homonymes, voir Pompe (homonymie).

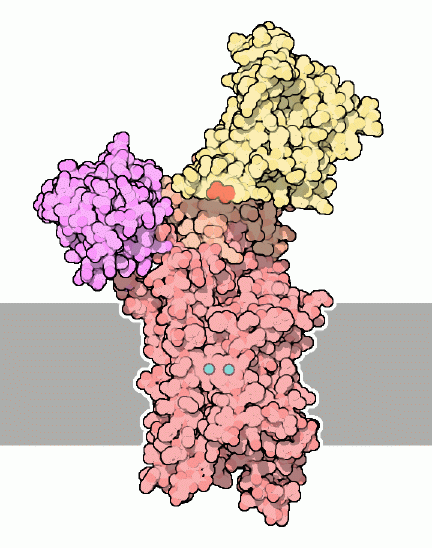
Ca2^{+}-ATPase

La Ca2+-ATPase est une protéine transmembranaire retrouvée dans la plupart des membranes cellulaires des eucaryotes. 

Elle fonctionne grâce à l'hydrolyse de l'ATP. 

Elle est constituée de 1029 acides aminés et a un poids moléculaire de 112 kDa. 

Cette pompe possède dix domaines transmembranaires et est retrouvée à la fois sur la membrane cytoplasmique des cellules et dans les membranes du réticulum sarcoplasmique. 

Ces vésicules sont des réserves intracellulaires de calcium, un atome (ion) essentiel au bon fonctionnement de la contraction musculaire.

## Activité
L'augmentation de calcium cytoplasmique active une grande variété de processus enzymatiques. 
C'est entre autres le signal qui stimule la contraction musculaire. 
À l’état de repos, la concentration de Ca2+ près des fibres musculaires est très faible (de l'ordre de 0,1 micromole.L-1) et presque tous les ions calcium dans les muscles sont concentrés dans un réseau complexe de vésicules, le réticulum sarcoplasmique. 
Sous l’effet de l’influx nerveux, le réticulum sarcoplasmique libère rapidement de grandes quantités de calcium et la concentration cytosolique atteint environ 10 micromole.L-1, concentration qui stimule la contraction. La relaxation musculaire ne sera possible que si la concentration de Ca dans le cytoplasme revient à celle de l’état de repos. Le calcium est pompé vers le réticulum sarcoplasmique par un transporteur ATP-dépendant, la Ca2+-ATPase. Cet enzyme est la protéine la plus abondante dans la membrane du réticulum sarcoplasmique où elle représente 70 à 80 % des protéines. La Ca2+-ATPase présente de nombreuses analogies avec la pompe sodium-potassium ; la taille de la sous-unité alpha est proche de celle de la pompe à Na, elle forme un intermédiaire covalent E-P lors de l’hydrolyse de l’ATP. Le mécanisme de l’hydrolyse de l’ATP et du transport de l’ion est globalement le même.
La séquence des acides aminés de la sous-unité alpha est homologue à celle de la sous-unité alpha de la pompe sodium, en particulier au voisinage du site de phosphorylation et du site de liaison de l’ATP. 
L’analyse hydropathique de la séquence prédit dix segments hélicoïdaux transmembranaires ainsi qu’une « tige » formée de 5 segments hélicoïdaux. Cette tige se trouve dans le cytoplasme, entre l’extrémité N-terminale de la chaîne polypeptidique et le domaine globulaire contenant le site de liaison de l’ATP et le site de phosphorylation. 
Comme pour la Na+/K+-ATPase dans l’état E-P formé par la Ca2+-ATPase du réticulum sarcoplasmique un résidu aspartate est phosphorylé, il s’agit dans ce dernier cas du résidu Asp351.
Deux ions Ca2+ sont transportés à l’intérieur du réticulum sarcoplasmique lors de l'hydrolyse de l'ATP et le mécanisme semble, comme pour le mécanisme de la Na+/K+-ATPase, impliquer deux conformations principales, E1 et E2. Dans l’état E1-P :2 Ca, les ions Ca2+ sont fortement fixés sur un site à l’intérieur de la protéine et ne peuvent se dissocier de l’enzyme tant que l’enzyme ne s’est pas converti en l’état E2-P :2 Ca qui a beaucoup moins d’affinité pour le calcium. L’hydrolyse de E-P libère le calcium à l’intérieur du réticulum sarcoplasmique ; dans l’état E1-P :2Ca, les ions Ca2+ sont liés à l’intérieur d’un canal.

## Régulation
Les pompes SERCA2a (présentes dans les fibres musculaires squelettiques lentes et les cardiomyocytes) sont inhibées par le phospholambane. Les pompes SERCA1 (dans les fibres musculaires rapides) ne le sont pas car le phospholambane n'est pas présent dans ces cellules. 